# Listă de pictori croați
Aceasta este o listă de pictori croați.

## B
- Ljubo Babić
- Robert Baća
- Frano Baće
- Vladimir Becić
- Federiko Benković
- Zlatko Bourek
- Jagoda Buić
- Vlaho Bukovac

## C
- Ante Cetin

## D
- Marijan Detoni
- Petar Dobrović
- Boris Dogan
- Zdravko Ducković
- Cata Dujsin
- Dušan Džamonja

## G
- Vilko Gecan
- Ivan Generalić
- Oton Gliha

## H
- Krsto Hegedušić
- Oskar Herman

## I
- Ljubo Ivančić
- Oton Iveković

## J
- Slavko Jagačić
- Ignjat Job
- Vasilije Jordan

## K
- Jagoda Kaloper
- Bosko Karanović
- Nives Kavurić-Kurtović
- Albert Kinert
- Vladimir Kirin
- Juraj Julije Klović
- Tripo Kokolja
- Edo Kovačević
- Mato Kovačević
- Adolf Krizmanić
- Miroslav Kraljević
- Kristijan Kreković
- Alfred Krupa
- Ante Kuduz
- Ferdinand Kulmer

## L
- Ivan Lacković-Croata
- Gustav Likan
- Vasko Lipovac

## M
- Roko Matjasić
- Mato Celestin Medović
- Andrija Medulić
- Bogdan Miščević
- Jerolim Miše
- Antun Motika
- Edo Murtić

## N
- Ljerka Njerš

## O
- Izvor Oreb

## P
- Alfred Pal
- Ordan Petlevski
- Roman Petrović
- Ivan Picelj
- Marija Pokrivka

## R
- Ivan Rabuzin
- Josip Račić
- Mirko Rački
- Michael Radenchich
- Ivan Ranger
- Slava Raškaj
- Nikola Reiser
- Nasta Rojc
- Vladimir Roncević

## S
- Đuro Seder
- Ivo Sermet
- Bela Čikoš Sesija
- Zarko Simat
- Miljenko Stančić
- Zlatko Sulentić
- Vilim Svecnjak

## Š
- Zlatko Šulentić
- Frane Šimunović

## T
- Marin Tartaglia
- Marijan Trepse

## U
- Milivoj Uzelac

## V
- Josip Vaništa
- Maksimilijan Vanka
- Emanuel Vidović
- Mirko Virius
- Josip Vresk